# Malyj Anjuj
Il Malyj Anjuj (in russo Малый Анюй?, che significa Piccolo Anjuj) è un fiume della Russia siberiana orientale, componente di destra del fiume Anjuj (affluente della Kolyma). Scorre nel Bilibinskij rajon della Čukotka e in minima parte nel Nižnekolymskij ulus della Sacha-Jacuzia.

## Descrizione
Il fiume scorre dal lago Bol'šoe Verchnee nel gruppo di laghi Gytgyl'vėgytgyn sul versante occidentale dell'Altopiano dell'Anadyr'. Scende verso occidente costeggiando a sud i monti dell'Anjuj; 8 km prima della confluenza nella Kolyma si incontra con il suo gemello Bol'šoj Anjuj, formando un brevissimo corso d'acqua conosciuto come Anjuj, confluente nella Kolyma di fronte a Nižnekolymsk.
È gelato da ottobre sino all'inizio di giugno; lungo il suo corso si trovano i villaggi di Anjujsk, Ostrovnoe, Keperveem e Ilirnej. Il fiume è navigabile sino ad Anjujsk (nel basso corso). A nord del fiume si trova la città di Bilibino, centro amministrativo dell'omonimo rajon, accanto alla quale si trova la centrale nucleare di Bilibino.